# Acanthomyrmex notabilis
Acanthomyrmex notabilis är en myrart som först beskrevs av Smith 1860.  Acanthomyrmex notabilis ingår i släktet Acanthomyrmex och familjen myror. Inga underarter finns listade i Catalogue of Life.